# Dumaguete

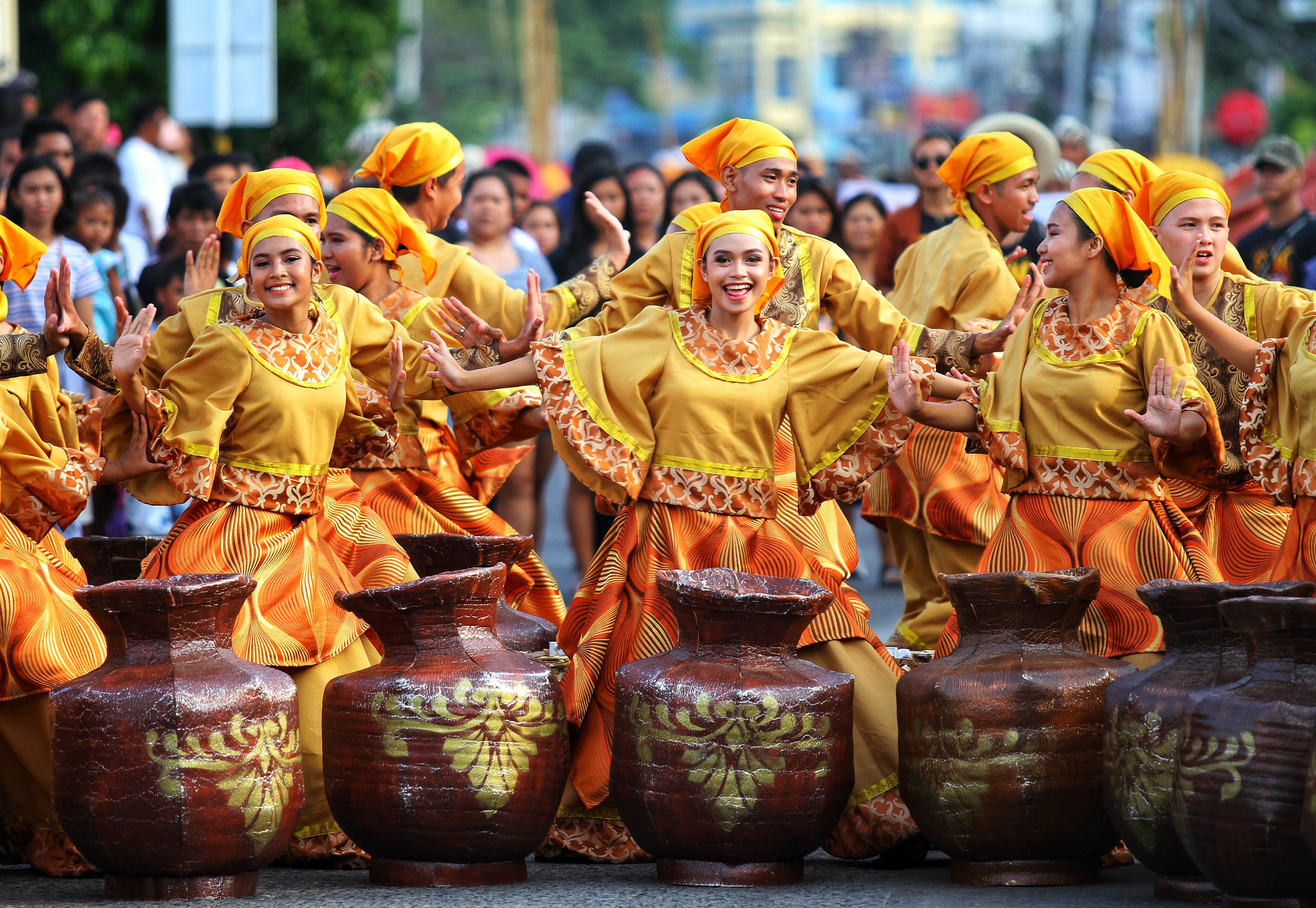
Le festival Sandurot à Dumaguete, qui célèbre l'hospitalité de la ville, et rend hommage à sa patronne, Sta. Catalina de Alejandria. Septembre 2019.

Dumaguete est la capitale de la province du Negros oriental aux Philippines.
Avec une population de 120 883 habitants c'est la plus grande ville de cette province.
Dumaguete possède quatre universités. Un aéroport au nord de la ville assure une liaison quotidienne avec Manille.

## Barangays
Dumaguete est divisée en 30 barangays :
- Bagacay
- Bajumpandan
- Balugo
- Banilad
- Bantayan
- Batinguel
- Buñao
- Cadawinonan
- Calindagan
- Camanjac
- Candau-ay
- Cantil-e
- Daro
- Junob
- Looc
- Mangnao-Canal
- Motong
- Piapi
- Tinago
- Upper Lukewright
- Business section
- Boulevard Rizal
- Silliman Area
- Cambagroy
- Mangga
- Cervantes extension
- Pulantubig
- Tabuctubig
- Taclobo
- Talay

## Démographie
| Année | Habitants | Évolution |
| ----- | --------- | --------- |
| 1995  | 92 637    | -         |
| 2000  | 102 265   | 10,39 %   |
| 2007  | 116 392   | 13,81 %   |
| 2010  | 120 883   | 3,86 %    |

## Personnalités
- Angel Chua Alcala (° 1929), biologiste et herpétologiste qui a décrit plusieurs taxons.
- Eddie Romero (° 1924), producteur, réalisateur et scénariste.

## Jumelage
- District de Yeongdong (Corée du Sud)
- Makati (Philippines)
- Hawaii (États-Unis)